# Otra vez en las calles
Otra vez en las calles es el segundo álbum del grupo argentino Alakrán, editado por Halley Records en 1991. 

## Detalles
Este álbum incluye una versión del clásico "Proud Mary" de Creedence Clearwater Revival.
Aunque el disco contó con una mejor producción que su anterior álbum, no logró cumplir con las expectativas que se tenían para el.
Tras este segundo trabajo la banda se separaría en 1993, aunque reuniéndose eventualmente a lo largo de los años 90s y 2000s.

## Lista de temas
Lado A
1. Traidor (Ian, Curry, Roth & Rotenberg)
2. Sin señal exterior (Ian, Curry & Roth)
3. Proud Mary (Fogerthy)
4. Luces de la gran ciudad (Ian, Curry & Roth)
5. Rompiendo las cadenas que nos detienen (Ian, Curry, Roth & Rotenberg)

Lado B
1. Otra vez en las calles (Ian, Curry & Roth)
2. Cuanto más fuerte (ella es la mejor) (Ian, Curry & Roth)
3. Soy libre igual (Ian, Curry & Roth)
4. Atracción salvaje (Ian, Curry & Roth)
5. S.O.S. hombre muerto (Ian, Curry & Roth)
6. Samantha (Curry)

## Personal
- Mario Ian - voz
- Yulie Ruth - bajo, coros
- Walter Curry - guitarra, coros
- David Rotemberg - teclados, coros
- Pablo Naydón - batería, coros